# Hippadenella
Hippadenella är ett släkte av mossdjur. Hippadenella ingår i ordningen Cheilostomatida, klassen Gymnolaemata, fylumet mossdjur och riket djur.
Kladogram enligt Catalogue of Life:
| Hippadenella | \| \| Hippadenella falklandensis \| \| \| \| \| \| Hippadenella floridana \| \| \| \| \| \| Hippadenella inerma \| \| \| \| \| \| Hippadenella margaritifera \| \| \| \| \| \| Hippadenella rouzaudi \| \| \| \| |
|              | \| \| Hippadenella falklandensis \| \| \| \| \| \| Hippadenella floridana \| \| \| \| \| \| Hippadenella inerma \| \| \| \| \| \| Hippadenella margaritifera \| \| \| \| \| \| Hippadenella rouzaudi \| \| \| \| |
|              | Hippadenella falklandensis |
|              | |
|              | Hippadenella floridana |
|              | |
|              | Hippadenella inerma |
|              | |
|              | Hippadenella margaritifera |
|              | |
|              | Hippadenella rouzaudi |
|              | |